# Vauquelinia corymbosa
Vauquelinia corymbosa là loài thực vật có hoa trong họ Hoa hồng. Loài này được Humb. & Bonpl. miêu tả khoa học đầu tiên năm 1807.